# Hypocladia elongata
Hypocladia elongata är en fjärilsart som beskrevs av Druce 1905. Hypocladia elongata ingår i släktet Hypocladia och familjen björnspinnare. Inga underarter finns listade i Catalogue of Life.